# Coscinium
Coscinium Colebr. – rodzaj roślin z rodziny miesięcznikowatych (Menispermaceae). Obejmuje co najmniej 2 gatunki występujące naturalnie w Indiach oraz Azji Południowo-Wschodniej.

## Systematyka
Pozycja systematyczna według APweb (aktualizowany system APG III z 2009)
Rodzaj z rodziny miesięcznikowatych (Menispermaceae).
Wykaz gatunków
- Coscinium blumeanum Miers ex Hook.f. & Thomson
- Coscinium fenestratum (Goetgh.) Colebr.